# Axiom Mission 2
Axiom Mission 2 även känd som Ax-2 är uppdragsbeteckningen för den andra privata bemannade rymdfärden med en Dragon 2-rymdfarkost från SpaceX till den Internationella rymdstationen (ISS). Flygningen beställdes av företaget Axiom Space. Farkosten sköts upp med en Falcon 9-raket från Kennedy Space Center LC-39A den 21 maj 2023.
Flygningen transporterar Peggy Whitson, John Shoffner, Ali AlQarni och Rayyanah Barnawi till ISS, för en åtta dagar lång vistelse ombord på rymdstationen.
Farkosten dockade med rymdstationen den 22 maj 2023.
Farkosten lämnade rymdstationen den 30 maj 2023, några timmar senare återinträdde den i jordens atmosfär och landade i Mexikanska golfen utanför Floridas kust.

## Besättning
| Befälhavare    | Peggy Whitson Hennes fjärde rymdfärd    |
| Pilot          | John Shoffner Hans första rymdfärd      |
| Flygingenjör 1 | Ali AlQarni Hans första rymdfärd        |
| Flygingenjör 2 | Rayyanah Barnawi Hennes första rymdfärd |

## Reserv
| Befälhavare    | Michael López-Alegría |
| Pilot          | Walter Villadei       |
| Flygingenjör 1 | Ali AlGhamdi          |
| Flygingenjör 2 | Mariam Fardous        |